# 虎賁
虎贲，又称虎贲军或虎贲郎，是中国古代君王的禁军的一种，類似現今的憲兵(在牧野之战时也有担任过突击部队的角色)，创立于西周，其部隊称為虎贲军，一般由虎賁中郎將统领，主要负责執行护送保卫君王等任務，唐代為避唐太祖李虎諱，改作武賁。

## 沿革

### 早期泛指
據《周禮》記載：「有虎賁氏，掌領虎士八百人，軍旅會同，君宿於外，則守王閑。」，先秦至汉初“虎贲”一词泛指精锐武士，其中“贲”通义“奔”，意指其有如老虎的奔走。据传王莽輔政時，以古有勇士孟賁，所以改奔為賁。汉武帝建置北军校尉时，其中之一为虎贲校尉，主要掌管战车部队，同样是用虎贲勇猛迅速之意，但是这仍不同于后来确立的虎贲军的概念。

### 建置确立
建元三年（前138年），汉武帝微服出巡期间，诏陇西北地良家子能骑射者“期诸殿门”，始开始設置期門。当时期门並沒有特定編制人員，最多可至千人，以期门仆射领，秩比千石。西汉末年，漢平帝元始年间，乃将期门更名為虎賁郎，並設置虎賁中郎將为統領，秩比二千石，建制与地位都得到了确立。东汉初年，期门之称曾再次出现，不过很快又被虎贲替代。
漢制，天子有虎賁作為衛兵，而王侯則有名為旅賁的衛兵，而权臣如受“九锡”，其中之一就是虎贲卫士。
凡是虎賁中郎、虎賁侍郎、虎賁郎中、節從虎賁者，都是父死子繼。如果其父是因君王而死者，或是功臣賢人之子，亦可為虎賁郎，得以貼身宿衛君王，類似一種家族榮譽。唐朝之後廢除。